# Pilar Arcos
María del Pilar Paulina Pubillones Guallart (l'Havana, Cuba, 6 de juny de 1893 - Los Angeles, Califòrnia, 10 de gener de 1990), coneguda artísticament com a Pilar Arcos, va ser una cantant cubano-estatunidenca d'origen espanyol, que interpretava música popular com el cuplet, la cobla, la sarsuela, el tango i el bolero.

## Trajectòria
Era filla de l'empresari circense espanyol Manuel Pubillones (Gran Circ Pubillones) i de Pilar Guallart (La 'Bella Geraldine', trapezista i ballarina). Va néixer a Cuba, però després la seva família va retornar a Espanya, i ella va estudiar música en el Conservatori de Madrid. De nou va tornar a Cuba i allí es va casar el 1913 amb Guillermo Arcos, per la qual cosa a partir de llavors se la va conèixer en la carrera artística pel cognom del seu primer marit.
Casada després amb el cantant i actor Fortunio Bonanova, del qual també se separaria, formaria amb ell la seva pròpia companyia d'espectacles el 1926. El 1929 Pilar Arcos va viatjar a Espanya, va cantar en diversos teatres i van continuar els seus triomfs durant dos anys. Posteriorment i al costat de Bonanova, van viatjar novament a Espanya el 1935, amb l'ànim de desenvolupar més la seva carrera, però en iniciar-se la Guerra Civil va tornar als Estats Units, on s'inicià en la carrera cinematogràfica, amb diversos papers en pel·lícules hispanes (Castillos en el aire, Verbena trágica, El otro soy yo, Cuando canta la ley i El milagro de la Calle Mayor) i en diverses obres de teatre (Santa, El nido ajeno, La herida luminosa…). Posteriorment es dedicaria al doblatge de pel·lícules.
Autora d'una amplíssima discografia per als segells Columbia i Victor, que va abastar diversos gèneres musicals, va popularitzar cançons com Fumando espero o Las tardes del Ritz, i va ser la primera a gravar la zambra María de la O el 1935. Va fer gires per Cuba, Puerto Rico i Mèxic i va cantar amb artistes com Rodolfo Hoyos, José Moriche, Julita Comín, Carlos Mejía o Juan Mario Oliver.